# Hybosorus illigeri
Hybosorus illigeri là một loài bọ cánh cứng trong họ Hybosoridae. Loài này được Reiche miêu tả khoa học năm 1853.